# 어도어 델라노
어도어 델라노(Adore Delano, 1989년 9월 29일 ~ )는 미국의 드래그 퀸, 싱어송라이터이다. 《루폴의 드래그 레이스》 시즌 6에 출연하면서 이름을 알렸다. 음악 경연 프로그램 《아메리칸 아이돌》 시즌 7에 참가한 경력이 있다.

## 음반 목록
- Till Death Do Us Party (2014)
- After Party (2016)
- Whatever (2017)